# 동부검은볏긴팔원숭이
동부검은볏긴팔원숭이 (학명, Nomascus nasutus)는 긴팔원숭이의 일종으로 한 때 중국과 베트남에 널리 분포했었다. 2종의 아종이 있다.
중국 대륙에서는 1950년대에 멸종되었다. 현재, 아종인 하이난검은볏긴팔원숭이(Nomascus nasutus hainanus)는 하이난섬에 대략 20마리만이 살아 있고, 아종 카오빗검은볏긴팔원숭이(Nomascus nasutus nasutus)는 1960년대 이후로 보이지 않다가, 2002년 북부 베트남의 까오방 성, 쭝칸 구역에서 250마리가 재발견되었다.
동부검은볏원숭이는 세계에서 가장 희귀하고 심각하게 멸종 위기에 처한 영장류이다. 이들이 사라지는 것은 서식지의 파괴와 침입 그리고 밀렵 때문이다.